# Nubl
Nubl (arabisch نبل, alternativ auch Nubbul) ist eine Stadt im Gouvernement Aleppo in Syrien, die nordwestlich der Großstadt Aleppo liegt. Nahegelegene Städte sind az-Zahra’ unmittelbar südlich, Anadan im Südosten, Tall Rifaat im Nordosten, Aqiba im Norden, Brad im Westen und Mayer direkt östlich. Laut des Syrischen Büros für Statistik hatte Nubl im Jahre 2004 21.039 Einwohner. Die Bevölkerung gehört mehrheitlich dem schiitischen Islam an und bildet mit dem nahegelegenen az-Zahra’ eine kleine schiitische Enklave im sonst überwiegend sunnitischen Gouvernement Aleppo.

## Syrischer Bürgerkrieg
Von Juli 2012 an wurde Nubl von den Antiregierungskräften um die Freie Syrische Armee (FSA) eingekesselt, die dortigen Truppen der Streitkräfte Syriens konnten nur über den Luftweg versorgt werden. Am 3. Februar 2016 wurde bei einer Offensive der Regierungstruppen und der Hisbollah die Belagerung aufgehoben.